# فرودگاه بین‌المللی عثمانی
 فرودگاه بین‌المللی عثمانی (به انگلیسی: Osmani International Airport) یک فرودگاه همگانی با کد یاتا ZYL است که یک باند فرود آسفالت و بتن دارد و طول باند آن ۳۲۰۰ متر است. این فرودگاه در شهر سیلهت کشور بنگلادش قرار دارد و در ارتفاع ۱۵ متری از سطح دریا واقع شده است.

## شرکت‌های هواپیمایی و مقصدهای پروازی
بیمان بنگلادش ایرلاینز flies nonstop from دوبی، هیترو لندن, and جده to Sylhet. However, there are no nonstop nor direct flights in the other direction, i.e. Sylhet to these destinations.
| شرکت‌های هواپیمایی      | مقصدهای پروازی                    |
| ---------------------- | --------------------------------- |
| بیمان بنگلادش ایرلاینز | شاه‌جلال، دوبی Hajj: ملک عبدالعزیز |
| فلای‌دبی                | دوبی                              |
| نوووایر                | شاه‌جلال                           |
| یونایتد ایرویز         | شاه‌جلال                           |
| US-Bangla Airlines     | شاه‌جلال                           |